# Блок (будівництво)

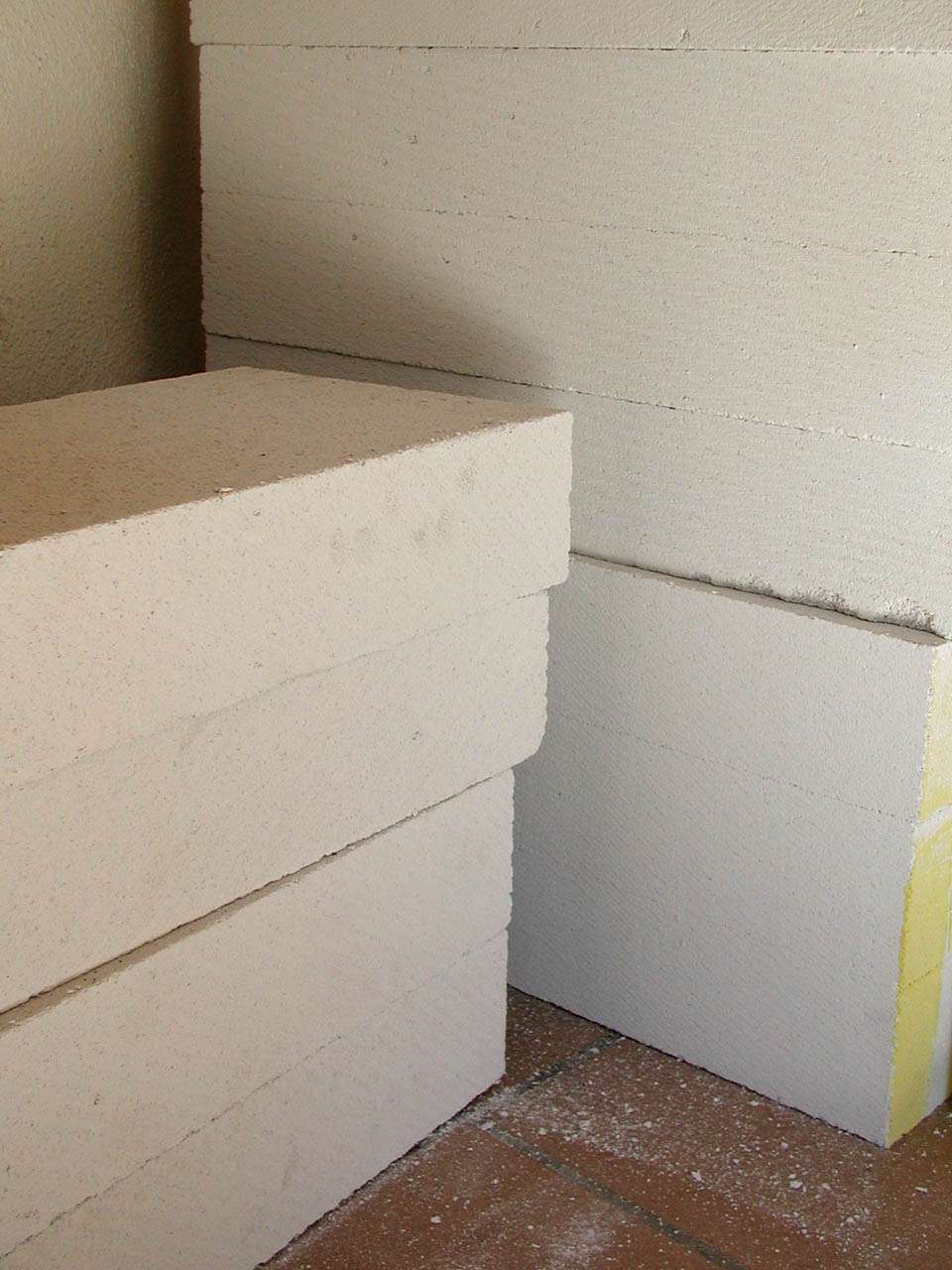
Газобетонні блоки.

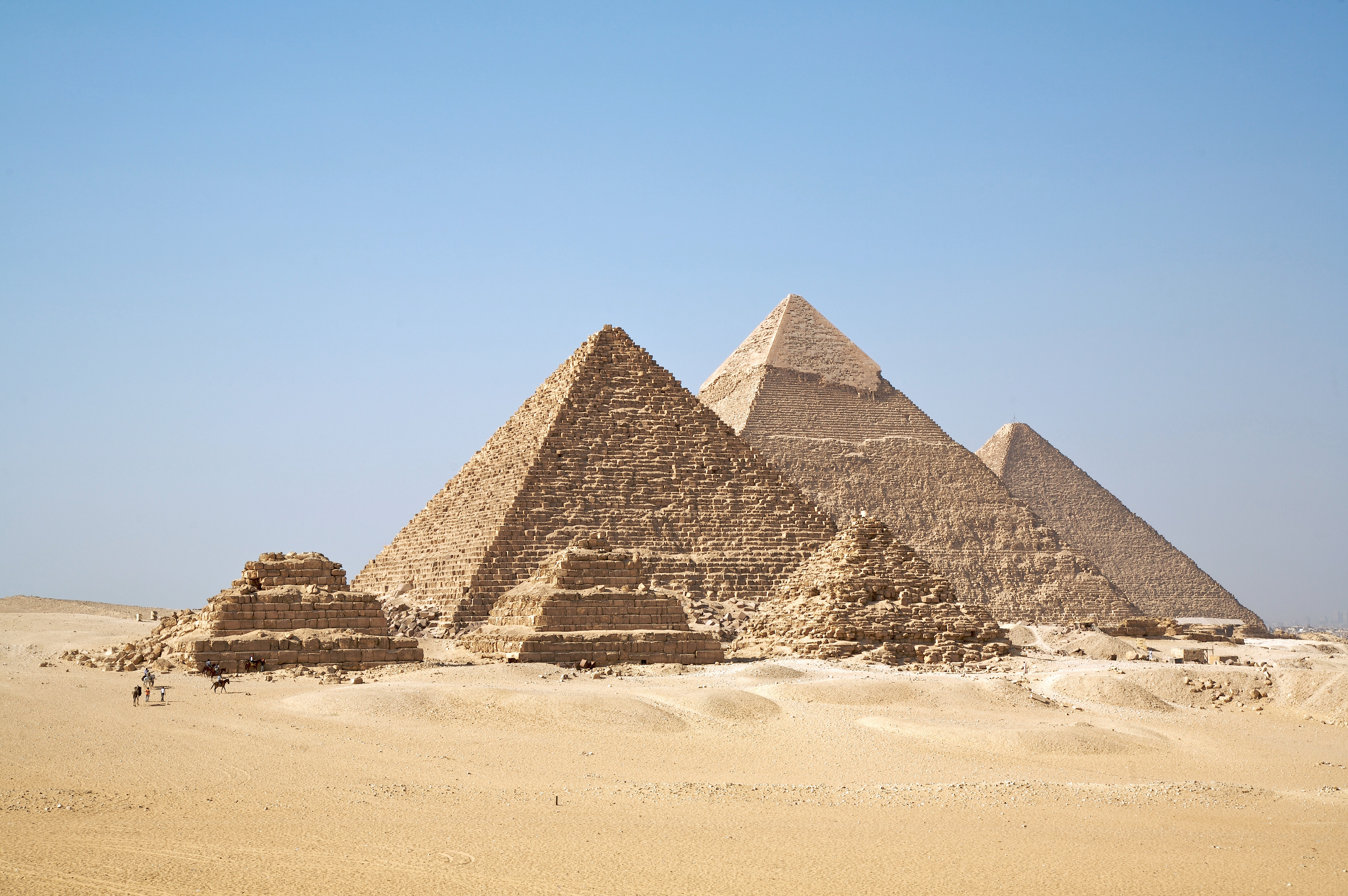
Є теорії, що вважають, що єгипетські піраміди були побудовані із штучних будівельних блоків

Блок будіве́льний — штучні камені геометричної форми для спорудження стін і фундаментів будівель. Блоки будівельні бувають малі та великі (вагою кілька тонн); останні монтують кранами.
Найпоширеніші в будівництві стінові блоки виготовляються з бетону, силікату, кераміки, вапняку-ракушняку та ін. З метою зменшення ваги блоки виготовляють з ніздрюватих матеріалів (пінобетону, газобетону, піносилікату) або бетону з легкими заповнювачами (керамзитом, термозитом, шлаком, опокою), а також роблять їх порожнистими. При виготовленні полегшених блоків з штучних матеріалів застосовують порожнисту цеглу (цегляні блоки) і керамічні камені.
Стінові великі блоки за призначенням поділяються на простінкові, підвіконні, перемичкові, поясні.
Типорозміри, марки і об'ємна вага блоку визначаються згідно з типовими проектами споруд і чинними технічними умовами.